# Scherz
Scherz es una comuna suiza del cantón de Argovia, situada en el Distrito de Brugg. Limita al norte con la comuna de Habsburg, al noreste con Hausen, al este con Lupfig, al sur con Holderbank, y al oeste con Schinznach-Bad.

## Galería

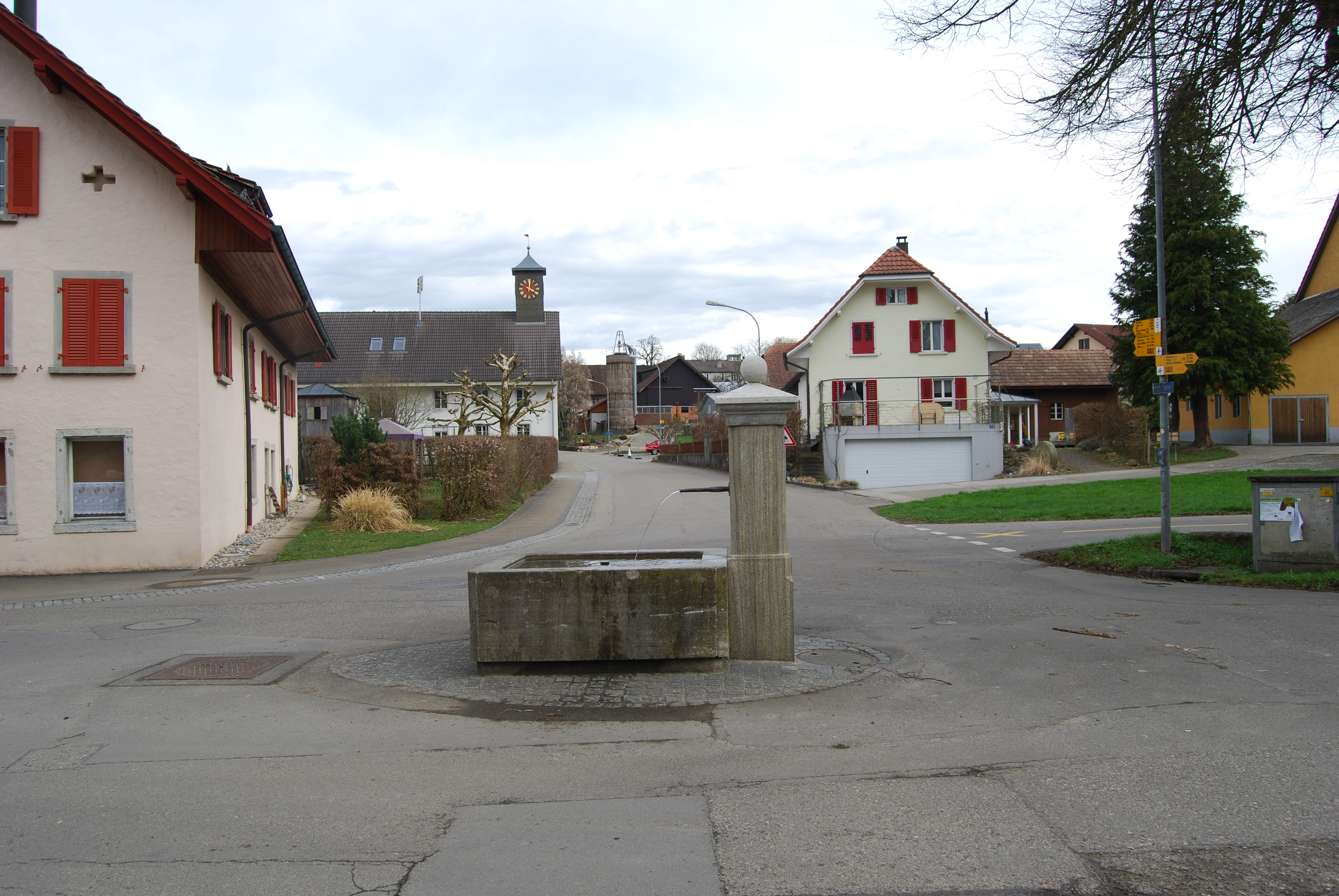